# غوران سورلوث
غوران سورلوث مواليد 16 يوليو 1962 في كريستيانسوند، هو لاعب كرة قدم نرويجي سابق كان يلعب كمهاجم. سبق له أن لعب في كأس العالم لكرة القدم مع منتخب بلاده.

## المسيرة الاحترافية

### أندية لعب لها
- نادي روسنبورغ
- بوروسيا مونشنغلادباخ
- بورصا سبور
- نادي فيكينغ

## روابط خارجية
- غوران سورلوث على موقع IMDb (الإنجليزية)
- غوران سورلوث على موقع الاتحاد الأوربي (الإنجليزية)
- غوران سورلوث على موقع اتحاد النرويج (النرويجية)
- غوران سورلوث على موقع اتحاد تركيا (لاعب) (الإنجليزية)
- غوران سورلوث على موقع قاعدة بيانات كرة القدم.إي يو (الإنجليزية)
- غوران سورلوث على موقع ناشيونال فوتبول تيمز (الإنجليزية)
- غوران سورلوث على موقع Soccerway.com (الإنجليزية)
- غوران سورلوث على موقع عالم كرة القدم.نت (الإنجليزية)